# 中院局
中院局（なかのいんのつぼね、文禄元年（1592年） - 寛文12年6月27日（1672年7月21日））は、江戸時代前期の女官。
中院通勝の娘で後陽成天皇に仕えていたが、慶長14年（1609年）に烏丸光広との密通が露見したため（猪熊事件）、伊豆の新島に流された。本名は中院仲子。

## 概要
中院局は文禄元年（1592年）に生まれ、日野資茂の猶子となり、権典侍として宮中へ出仕し、後陽成天皇に仕えていた。しかし、慶長14年（1609年）に烏丸光広との密通が露見し（猪熊事件）、伊豆の新島に流された。兄の中院通村は武家伝奏として度々江戸に下っていたが、江戸に滞在していたある時に仲子のことを思い「ひく人の あらでや終に あら磯の 波に朽ちなん 海女のすて舟」という歌を詠んだという。
元和9年（1623年）9月に赦免され帰京が許されたが、伊豆からは侍女1人と共に徒歩で帰京することとなり、さらに侍女は道中で没したという。帰京後の寛永18年（1641年）11月3日に宝慈院に入寺して同日得度、蘭渓周芳を名乗り、寛文12年（1672年）6月27日に80歳で亡くなった。